# Toosa
En la mitología griega, Toosa (en griego antiguo Θόωσα Thoōsa; «rápida»), personaje puramente homérico, era una ninfa marina hija de Forcis pero no se indica quién era su madre. Apenas se sabe de ella que fue una de las amantes de Poseidón, con quien engendró al cíclope Polifemo, pero no se sabe si también fue madre de los otros cíclopes antropófagos que aparecen en la Odisea. En los textos hesiódicos se nos refiere a las Grayas y las Gorgonas como Fórcides. Teócrito dice que la compañera de Toosa era la nereida Galatea, de la que se prendó Polifemo.

Posidón, batidor de la tierra, es quien sigue enconado por mor del cíclope, el gran Polifemo, a quien Odiseo cegó siendo él el mayor por su fuerza entre aquellos gigantes: lo alumbró la ninfa Toosa, nacida de Forcis, ministro del mar infecundo.
Homero: Odisea I vv. 70-73.

Con base en su etimología se la identifica como una diosa de las peligrosas corrientes marinas (como la póntide Euribia). De igual manera, al igual que sus hermanas Fórcides, tendría rasgos serpentinos; por ello está asociada de manera natural con la sirena monstruosa Escila y la ninfa serpentina Equidna. Al menos Eustacio relaciona el nombre de Toosa con impetuosidad que produce la ira, haciendo así alusión a Toosa y a un rencoroso Polifemo. Sorprendentemente a Toosa también se la imagina, en una sola fuente, como consorte de Apolo y madre del célebre aedo Lino. Servio dice que Forco es hijo de Neptuno (Poseidón) y Toosa.

## Otros personajes homónimos
También se conoce como Toosa a la madre de la náyade Estrimo y consorte del dios fluvial Escamandro; Estrimo fue la esposa de Laomedonte.